# Anatole Kanyenkiko
Anatole Kanyenkiko (* 1952) ist ein burundischer Politiker. Er bekleidete vom 7. Februar 1994 bis zum 22. Februar 1995 das Amt des Premierministers.
Der Tutsi stammt aus der Ngozi-Provinz und war ein Mitglied der Union for National Progress (UPRONA).